# Empate dividido
Uma empate dividido (ED) é um critério de resultado em vários esportes de combate de contato, como boxe, artes marciais mistas (MMA) e outros esportes envolvendo golpes. Em um empate dividido, dois dos árbitros escolhem lutadores diferentes como vencedor, enquanto o terceiro árbitro elege a luta como um "empate".
Exemplos de lutas no boxe que encerraram em empate dividido incluem a Evander Holyfield vs. Lennox Lewis, a primeira luta entre Deontay Wilder vs Tyson Fury e Ricky Burns vs. Raymundo Beltran.